# Coppa della Melanesia 1998
La Coppa della Melanesia 1998 (1998 Melanesia Cup) fu la sesta edizione della Coppa della Melanesia, competizione calcistica per nazione organizzata dalla OFC. La competizione si svolse a Vanuatu dal 5 settembre al 12 settembre 1998 e vide la partecipazione di cinque squadre: Figi, Isole Salomone, Nuova Caledonia, Papua Nuova Guinea e Vanuatu. Il torneo valse anche come qualificazione per la Coppa delle nazioni oceaniane 1998.

## Formula
- Qualificazioni

Nessuna fase di qualificazione. Le squadre sono qualificate direttamente alla fase finale.
- Fase finale

Girone unico - 5 squadre: giocano partite di sola andata. La prima classificata si laurea campione della Melanesia, le prime due classificate si qualificano alla fase finale della Coppa delle nazioni oceaniane 1998.

## Squadre partecipanti
| Pr. | Squadra            | Data di qualificazione certa | Partecipante in quanto                                         | Partecipazioni precedenti al torneo | Ultima presenza     |
| --- | ------------------ | ---------------------------- | -------------------------------------------------------------- | ----------------------------------- | ------------------- |
| 1   | Vanuatu            | -                            | Rappresentativa della nazione organizzatrice della fase finale | 5 (1988, 1989, 1990, 1992, 1994)    | Isole Salomone 1994 |
| 2   | Figi               | -                            | Qualificata di diritto                                         | 5 (1988, 1989, 1990, 1992, 1994)    | Isole Salomone 1994 |
| 3   | Isole Salomone     | -                            | Qualificata di diritto                                         | 5 (1988, 1989, 1990, 1992, 1994)    | Isole Salomone 1994 |
| 4   | Nuova Caledonia    | -                            | Qualificata di diritto                                         | 5 (1988, 1989, 1990, 1992, 1994)    | Isole Salomone 1994 |
| 5   | Papua Nuova Guinea | -                            | Qualificata di diritto                                         | 3 (1989, 1990, 1994)                | Isole Salomone 1994 |

Nella sezione "partecipazioni precedenti al torneo", le date in grassetto indicano che la nazione ha vinto quella edizione del torneo, mentre le date in corsivo indicano la nazione ospitante.

## Fase finale

### Girone unico

#### Classifica
| Pos | Squadra            | P.ti | G | V | N | P | GF | GS | DR |
| --- | ------------------ | ---- | - | - | - | - | -- | -- | -- |
| 1   | Figi               | 10   | 4 | 3 | 1 | 0 | 8  | 2  | +6 |
| 2   | Vanuatu            | 7    | 4 | 2 | 1 | 1 | 8  | 6  | +2 |
| 3   | Isole Salomone     | 7    | 4 | 2 | 1 | 1 | 8  | 7  | +1 |
| 4   | Papua Nuova Guinea | 4    | 4 | 1 | 1 | 2 | 3  | 6  | -3 |
| 5   | Nuova Caledonia    | 0    | 4 | 0 | 0 | 4 | 4  | 10 | -6 |

Figi e Vanuatu qualificate alla Coppa delle nazioni oceaniane 1998.

#### Risultati
| 5 settembre 1998 | Figi | 3 – 0 | Nuova Caledonia |  |

| 5 settembre 1998 | Papua Nuova Guinea | 1 – 3 | Isole Salomone |  |

| 7 settembre 1998 | Figi | 2 – 1 | Vanuatu |  |

| 7 settembre 1998 | Papua Nuova Guinea | 1 – 0 | Nuova Caledonia |  |

| 8 settembre 1998 | Vanuatu | 1 – 1 | Papua Nuova Guinea |  |

| 8 settembre 1998 | Isole Salomone | 3 – 2 | Nuova Caledonia |  |

| 10 settembre 1998 | Vanuatu | 3 – 1 | Isole Salomone |  |

| 10 settembre 1998 | Figi | 2 – 0 | Papua Nuova Guinea |  |

| 12 settembre 1998 | Nuova Caledonia | 2 – 3 | Vanuatu |  |

| 12 settembre 1998 | Figi | 1 – 1 | Isole Salomone |  |